# Provinz Azilal

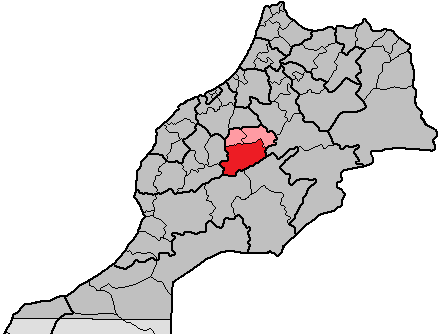
Provinz Azilal in der Region Tadla-Azilal

Die etwa 9800 km² große und rund 520.000 Einwohner zählende Provinz Azilal (arabisch إقليم أزيلال, DMG Iqlīm Azīlāl, Zentralatlas-Tamazight ⵜⴰⵙⴳⴰ ⵏ ⴰⵣⵉⵍⴰⵍ Tasga n Aẓilal) ist seit 2015 Bestandteil der marokkanischen Region Béni Mellal-Khénifra (davor Tadla-Azilal). Die Hauptstadt der Provinz ist die Stadt Azilal.

## Geographie

### Lage
Die Provinz Azilal grenzt im Nordwesten an die Provinz Fquih Ben Salah, im Nordosten an die Provinz Béni Mellal, im Osten an die Provinz Midelt, im Südosten an die Provinz Tinghir, im Südwesten an die Provinzen Ouarzazate und Al Haouz und im Nordwesten an die Provinz El Kelaâ des Sraghna.

### Landschaft
Die Provinz Azilal liegt im Zentrum Marokkos an der Nordabdachung des Hohen Atlas. Die beiden Hauptorte Azilal und Demnate liegen in einer Höhe von ca. 1370 m bzw. 970 m ü. d. M. Weiter südlich befinden sich die ca. 1800 m bzw. ca. 1500 m hoch gelegenen Hochtäler des Aït Bougoumez-Tals und des Anergui-Tals. Noch weiter südlich erstreckt sich die etwa 3500 m bis 4100 m hohe Gipfelkette des Hohen Atlas, die gleichzeitig die Südgrenze der Provinz bildet.

### Klima
Aufgrund der Höhenlage betragen die sommerlichen Tageshöchsttemperaturen selten mehr als 30 °C; nachts kühlt es bei Bewölkung auf 10 bis 15 °C ab. Im Winter können auch Frostgrade erreicht werden, tagsüber liegen die Temperaturen jedoch meist bei 15 bis 20 °C. Regen, in den Bergen auch Schnee, fällt eigentlich nur in den Wintermonaten Oktober bis Februar.

## Größere Orte (Auswahl)

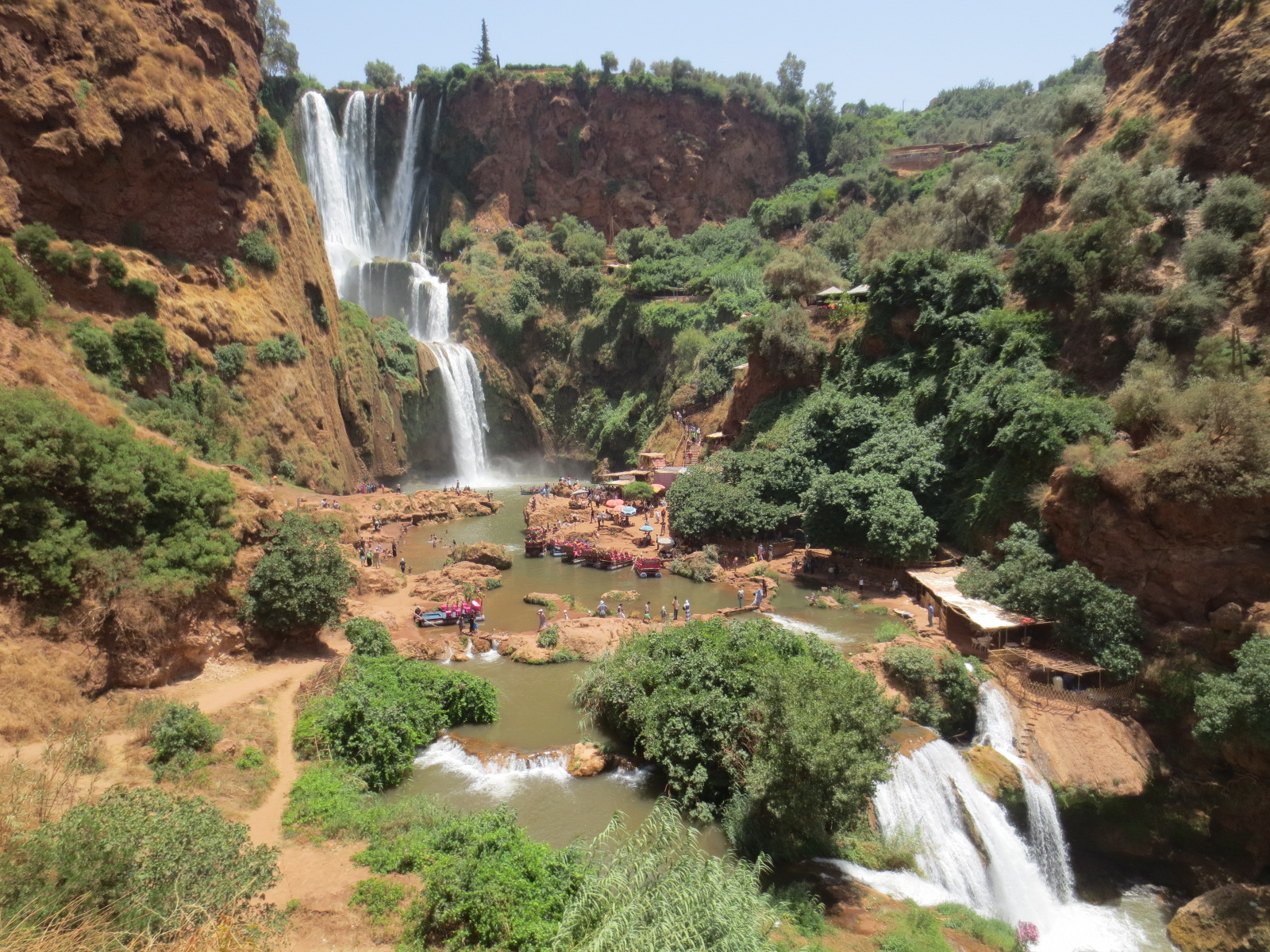
Cascades d’Ouzoud

C.U. = Commune Urbaine / C.R. = Commune Rurale
| Gemeinde               | Einwohner         | Einwohner         |
| Gemeinde               | 2. September 1994 | 2. September 2004 |
| ---------------------- | ----------------- | ----------------- |
| Azilal (C.U.)          | 18.080            | 27.719            |
| Demnate (C.U.)         | 17.782            | 23.459            |
| Aït M’hamed (C.R.)     | 18.888            | 21.742            |
| Afourar (C.R.)         | 16.148            | 20.082            |
| Anergui (C.R.)         | 3.007             | 3.362             |
| Bzou (C.R.)            | 15.246            | 14.507            |
| Foum Jamaa (C.R.)      | 9.041             | 9.658             |
| Ouaouizeght (C.R.)     | 11.954            | 13.940            |
| Tabant (C.R.)          | 11.598            | 13.012            |
| Zaouiat Ahansal (C.R.) | 8.882             | 10.435            |

## Bevölkerung
Ein Großteil der zu mehr als 90 % berberischstämmigen Bevölkerung lebt in ländlichen Regionen (ca. 75 %), doch durch die klimatisch und soziokulturell bedingte hohe Landflucht hat der Anteil der städtischen Bevölkerung seit den 1970er Jahren deutlich zugenommen (ca. 25 %) und wird weiter ansteigen.

## Wirtschaft

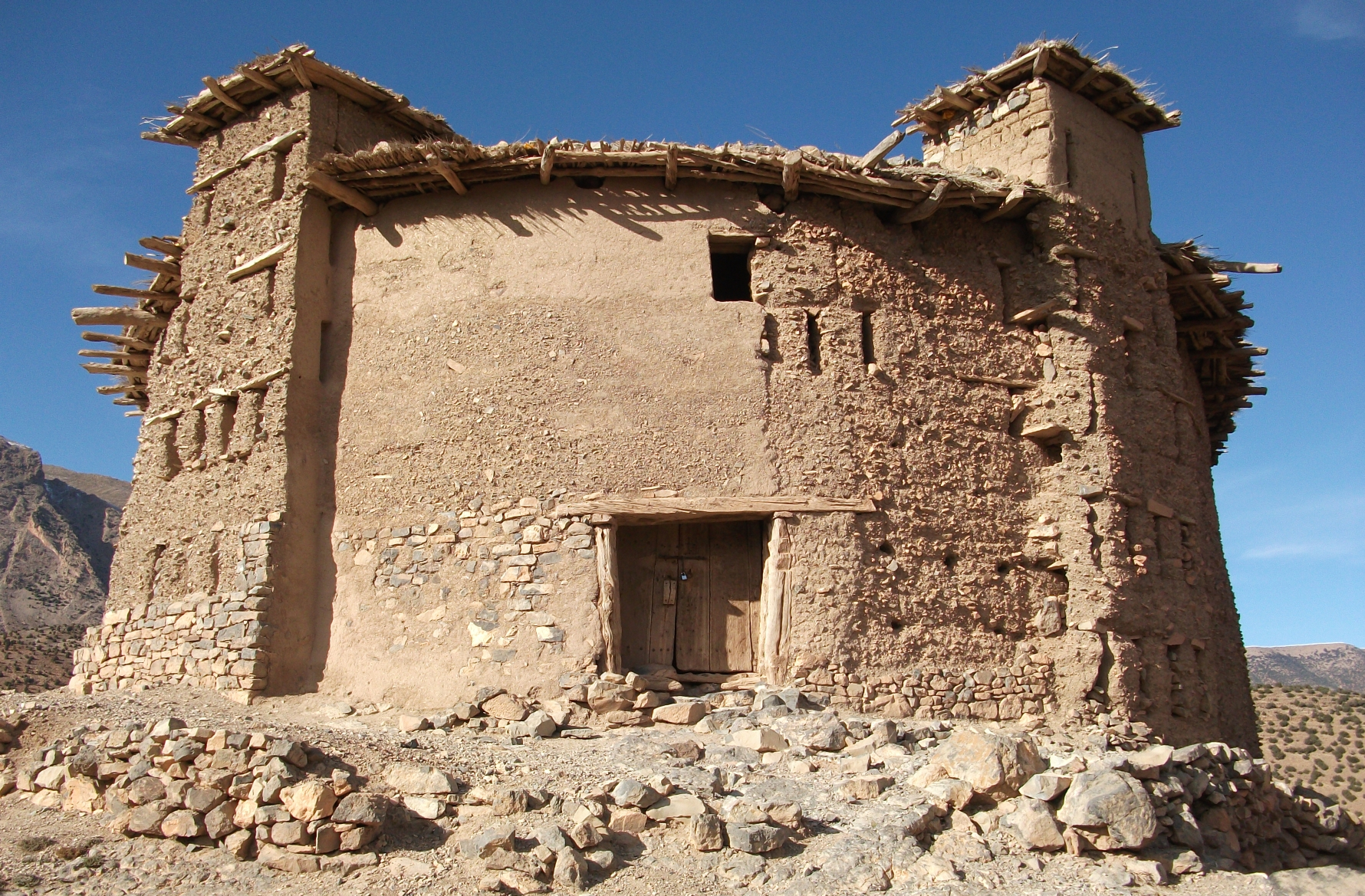
Timit, Agadir Sidi Moussa

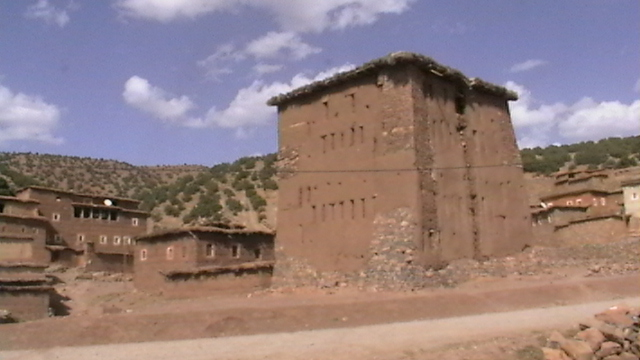
Ibakliwin, Wehr- und Speicherturm

Traditionell spielt die Landwirtschaft die zentrale Rolle im Wirtschaftsleben der Provinz; mit den verbesserten Transportbedingungen seit den 1970er Jahren steigt jedoch der Anteil des städtischen Handwerks und Kleinhandels an der Wirtschaftsleistung. Der Tourismus spielt eine noch sehr untergeordnete Rolle.

## Geschichte
Da aus den Berbergebieten Marokkos kaum nachprüfbare Schriftquellen existieren, kann man nur Schlussfolgerungen aus der Lebensweise der verschiedenen Berberstämme während der frühen französischen Kolonialzeit ziehen, die sich teilweise noch bis ins beginnende 21. Jahrhundert hinein erhalten hat. Danach gab es in den Bergregionen Marokkos langanhaltende, teilweise kriegerisch geführte Auseinandersetzungen zwischen sesshaften und nomadisierenden Stämmen, von denen auch die wenigen erhaltenen Wehr- und Speicherburgen (Agadire) Zeugnis ablegen.

## Sehenswürdigkeiten
Landschaftliche Sehenswürdigkeiten sind das natürliche Felstor Imi-n-Ifri bei Demnate, die Wasserfälle Cascades d’Ouzoud westlich von Azilal sowie die beiden genannten Hochtäler. In kultureller Hinsicht interessant sind die Wehr- und Speicherburgen des Agadir Sidi Moussa bei Timit und des quadratisch-kubischen Turmes bei Ibakliwin im Aït Bougoumez-Tal. Die typischen Lehmdörfer des Hohen Atlas mit ihren nur eingeschossigen Häusern werden sukzessive von den Bewohnern aufgegeben und durch Neubauten aus Hohlblockziegeln und Beton ersetzt.